# 兰干乡 (于田县)
兰干乡，是中华人民共和国新疆维吾尔自治区和田地區于田县下辖的一个乡镇级行政单位。

## 行政区划
兰干乡下辖以下地区：
拉依喀村、托格拉克村、苏克村、乌鲁格艾日克村、巴什阿尔喀村、巴扎尔村、尧勒阿日希村、英库勒贝希村、艾赞哈纳村、玉吉米里克阿尔喀村、阿热村、开提米里克村、也台吐努克村、巴什铁日木村、奥吐拉博孜亚村、依斯勒克博孜亚村和托什坎墩村。